# Pardosa lapponica
Pardosa lapponica este o specie de păianjeni din genul Pardosa, familia Lycosidae. A fost descrisă pentru prima dată de Tord Tamerlan Teodor Thorell în anul 1872. Conform Catalogue of Life specia Pardosa lapponica nu are subspecii cunoscute.